# Gustaf Dyrssen
Gustaf Dyrssen, né le 24 novembre 1891 et décédé le 13 mai 1981 est un pentathlonien suédois, spécialiste de l'épée.

## Biographie
Gustaf Dyrssen fut président de l'Union Internationale de Pentathlon Moderne entre 1949 et 1960.

## Palmarès

### Pentathlon moderne aux Jeux olympiques
- 1920, à Anvers,  Belgique:
  - individuel,  Médaille d'or
- 1924, à Paris,  France:
  - individuel,  Médaille d'argent

### Escrime aux Jeux olympiques
- 1936, à Berlin,  Allemagne:
  - équipe,  Médaille d'or à l'épée

### Championnats du Monde d'escrime
- Epée en individuel
  - 1934,  Médaille d'argent

- Epée en équipe
  - 1931,  Médaille de bronze
  - 1933,  Médaille de bronze
  - 1934,  Médaille de bronze
  - 1935,  Médaille d'argent
  - 1937,  Médaille de bronze
  - 1938,  Médaille d'argent

Ce palmarès n'est pas complet